# Sigurd III Zły Diakon

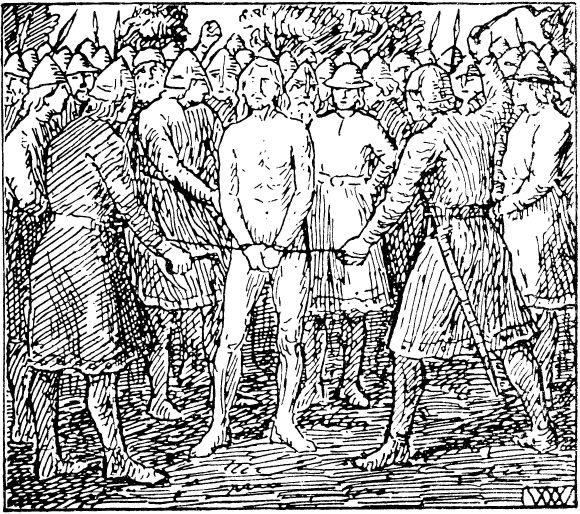
Wilhelm Wetlesen: Ilustracja do sagi Haralda Sønnenesa (saga Inges), wydanie Heimskringla 1899. nn: „Oskórują Sigurda Slembe

Sigurd III Zły Diakon (norw. Sigurd (Magnusson) Slembe, Slembedjakn) – antykról Norwegii w latach 1135–1139.
Urodzony ok. 1099 r. Nie wiadomo nic pewnego o jego pochodzeniu. Jego matka o imieniu Thora była prawdopodobnie siostrą Sigridy, nałożnicy króla Norwegii Magnusa III Bosego, z którą król miał syna Olafa (zm. 1115). W młodości Sigurd był klerykiem, później przyjął święcenia i został diakonem. Wybrał się do Ziemi Świętej, ale postanowił wrócić do Norwegii, gdy usłyszał od matki, że jego ojcem jest ponoć król Magnus III Bosy (zm. 1103). W drodze powrotnej zatrzymał się w Danii, gdzie otrzymał obietnicę poparcia swych pretensji do tronu Ynglingów.
W 1135 roku Sigurd pojawił się w Norwegii i podając się za syna Magnusa III zażądał dla siebie władzy. W kraju panował wtedy Harald IV Gille, inny nieślubny syn Magnusa III Bosego. Sytuacja Haralda IV Gille na tronie norweskim była niepewna – za życia poprzedniego władcy Sigurda I złożył on bowiem przysięgę wierności synowi Sigurda I, Magnusowi IV, w zamian za co został dopuszczony do współrządów, jednakże po śmierci Sigurda I (1130) doszło do walk pomiędzy Haraldem IV a Magnusem IV. W 1135 Harald IV Gille pokonał Magnusa, którego kazał następnie oślepić, wykastrować i uwięzić.
W tej sytuacji pojawienie się Sigurda, który rozpoczął zdobywać coraz więcej zwolenników, skomplikowało i tak niełatwe położenie Haralda IV Gille, który dążył do uznania swych roszczeń do tronu przez duchowieństwo i możnych. Dlatego, mimo wątpliwości co do jego pochodzenia, Harald Gille uznał Sigurda za swego brata i współwładcę. To posunięcie nie uratowało jednak Haralda, ponieważ 4 grudnia 1136 został zamordowany na rozkaz Sigurda.
Po śmierci Haralda Gille część możnych i rycerstwa obwołała królem Sigurda Magnussona, co pozwoliło objąć mu władzę w części kraju, ale reszta widziała w nim tylko uzurpatora, uznając, że prawowitymi następcami Haralda IV Gille są jego małoletni synowie Inge I zwany później Garbatym oraz Sigurd II. Wtedy Sigurd Zły Diakon, jak nazwali go przeciwnicy, postanowił zalegalizować swą władzę, oswobodził okaleczonego Magnusa IV, zwanego Ślepym i od tej pory głosił, iż działa w imieniu króla Magnusa IV.
Zwolennicy Inge I i Sigurda II pod wodzą regenta Ogmunta Derga nie złożyli broni i wkrótce Norwegię opanowała kolejna wojna domowa. Walki trwały około trzech lat, do 12 listopada 1139 roku, kiedy to wojska regenta pokonały przeciwników w bitwie pod Holmengra. W czasie bitwy Magnus IV Ślepy zginął, a Sigurd Zły Diakon został wzięty do niewoli. Zaraz po bitwie Sigurd Zły Diakon został osądzony przez swych zwycięzców, skazany na śmierć i po torturach zabity. Jego ciało odesłano do Aalborga w Danii, gdzie został pochowany.